# John Ogrodnick
John Alexander Ogrodnick (* 20. Juni 1959 in Ottawa, Ontario) ist ein ehemaliger kanadischer Eishockeyspieler (Rechtsaußen), der von 1979 bis 1993 für die Detroit Red Wings, Québec Nordiques und die New York Rangers in der National Hockey League spielte.

## Karriere
Erfolge kennzeichnen seine Zeit als Junior. Mit den New Westminster Bruins in der WHL konnte er 1977 und 1978 den Memorial Cup gewinnen. Mit ihm war auch der spätere NHL-Spieler Stan Smyl im Kader der Bruins. 1979 nahm er mit dem kanadischen Team an der Juniorenweltmeisterschaft teil.
Die Detroit Red Wings wählten ihn beim NHL Entry Draft 1979 in der vierten Runde als 66. aus. Gleich in der kommenden Saison 1979/80 schaffte er nach einem Aufenthalt im AHL-Farmteam der Wings, bei den Adirondack Red Wings, den Sprung in die NHL. In seinen siebeneinhalb Jahren in Detroit war er dreimal bester Scorer der Red Wings und in der Saison 1984/85 übertraf er mit 105 Scorerpunkte sogar die 100-Punkte-Marke. In dieser Saison wurde er auch ins First All-Star Team der NHL gewählt. Fünf Mal wurde er für das NHL All-Star Game nominiert.
Inmitten der Saison 1986/87 wurde er gemeinsam mit Basil McRae und Doug Shedden an die Nordiques de Québec abgegeben, während im Gegenzug Brent Ashton, Gilbert Delorme und Mark Kumpel nach Detroit wechselten. Dort spielte Ogrodnick die Saison zu Ende, bevor er zusammen mit David Shaw zu den New York Rangers wechselte. Die Nordiques sicherten sich hingegen die Dienste von Terry Carkner und Jeff Jackson. In New York blieb er für fünf Jahre, bevor sein Vertrag dort aufgelöst wurde. Mit inzwischen 33 Jahren kehrte er zur Saison 1992/93 zu den Red Wings zurück. Wie in seinem ersten Profijahr spielte er sowohl in Adirondack wie in Detroit. Nach Saisonende beendete er seine Karriere.

## Sportliche Erfolge
- Memorial Cup: 1977 und 1978

### Persönliche Auszeichnungen
- Stewart „Butch“ Paul Memorial Trophy: 1978 (gemeinsam mit Keith Brown)
- First All-Star Team: 1985
- Teilnahme am NHL All-Star Game: 1981, 1982, 1984, 1985 und 1986